# Aza Declercq
Aza Declercq (21 oktober 1970) is een Vlaamse actrice. Haar voornaam betekent in het Noors de Noorse goden. Ze speelt vooral in Vlaamse televisieseries en films, maar ze heeft ook geacteerd in de Amerikaanse film Total Eclipse met Leonardo DiCaprio, als 'Janice' in The Things they left behind naast Paul Bandey en in de rol van 'Maria' in de film Patser, geregisseerd door Adil El Arbi en Bilall Fallah. 
Naast haar werk als actrice was ze de vaste stem van Canvas en van ACHT.   
In 2016 schreef en regisseerde ze haar eerste kortfilm La Muerte de Cupido, waarin ze ook de hoofdrol van Gabriella vertolkte. In 2017 maakte ze haar tweede kortfilm Sisters.
In 2017 werd ze genomineerd als beste actrice voor haar hoofdrol in "Death of Cupid" voor The Maverick Movie Awards en in 2018 voor The Universal Film Festival in Kansas (US). "La Muerte de Cupido" won de prijs "Best Foreign Film" op The Universal Film Festival 2018. 
Ze stond in 2021 als assistant director/dialogue-talent coach naast de regisseur Gianluca Maria Tavarelli voor de Italiaanse serie "Everybody Loves Diamonds".   

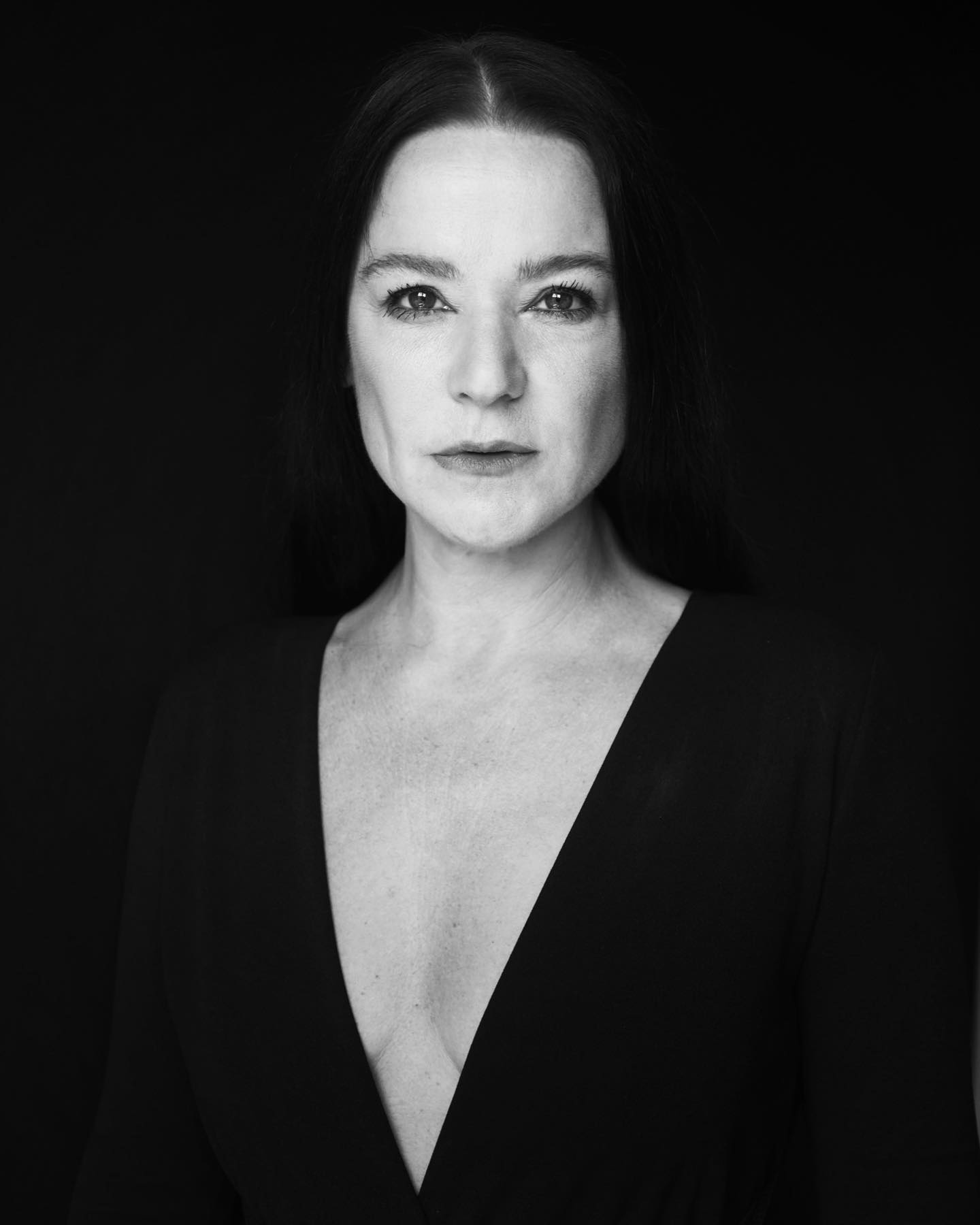

## Rollen
- 2025 TV Series (NL) - Elixer/supporting role: Alice Dumoulein
- 2024 TV Series - Thuis: Rechter
- 2023 Short - Stabiel/Lead role : Mother
- 2023 Short - Controle/Lead role : Mother
- 2023 Short - Une Belle Vie/Lead role : Chloe
- 2022 TV Series - EDTV /supporting role : Sammy
- 2022 TV Series (Italy) - Everybody Loves Diamonds : Dialogue Coach
- 2021 TV Series (Finland) - Transport/supporting role : Linda
- 2021 Feature - 10 Songs for Charity - supporting role : Marjolein
- 2021 TV Series – Glad IJs /supporting role: Lies Cockuyt
- 2021 Feature - Alias Wolf/supporting role: Christine
- 2021 Short - Connected/Lead role: Marie
- 2021 Short - The Unwanted Guest/ Lead role: Christine
- 2019 Short - Deathcember/ Supporting role : Marthe
- 2019 TV Series/Online Series- wtFOCK: psychiatrist  S03E06 (guest rol)
- 2018 Short - NOAH/leading role : Marie
- 2018 Short - CALISTA/ leading role : Marie
- 2017 Feature – PATSER (directed by Adil El Arbi & Bilal Fallah)/supporting role : (Italian speaking) Maria
- 2017 Short – BARBARA/leading role : Barbara
- 2017 Short – THE KID/supporting role : (American speaking) Mother
- 2017 Short – ACHTUNDZWANZIG/leading role : (German speaking) Jannie
- 2017 Short – SISTERS/leading role : Angela
- 2017 TV Series – DE 13 GEBODEN/supporting role : News Anchor
- 2016 TV Series – PROFESSOR T/supporting role : Myriam Coppejans
- 2016 TV series – SALAMANDER/supporting role : Véronique Buza
- 2016 Short – LA MUERTE DE CUPIDO/leading role : Gabriella
- 2015 TV series – NIEUW TEXAS/supporting role : Italian mama
- 2015 Short – HRIFAXI/supporting role : Valéry
- 2015 Short – A FAMILY STORY/leading role : Sarah
- 2015 Short – BLACK LIPSTICK/leading role : Tillie
- 2015 TV series – NACHTWACHT/supporting role : Catharina Weex
- 2015 TV series – DE BUNKER/supporting role : An Vandewalle
- 2014 Short – ER WERD EEN VROUW VERMOORD/leading role : Pauline
- 2014 Docu – BELFORT SLUIS/leading role : Rozemarijntje
- 2013 TV series – CREME DE LA CREME/supporting role : Christine Crème de la Crème (2013)
- 2013 TV series – DANNI LOWINSKI/supporting role : woman health insurance
- 2013 Short – JENNY/leading role : Jenny
- 2013 Short – THE THINGS THEY LEFT BEHIND/leading role : Janice
- 2010-2012 Tv series – ZONE STAD/supporting role : Doctor/Kristien Smekens
- 2013 TV series – DANNI LOWINSKI/supporting role : woman health insurance
- 2013 Short – JENNY/leading role : Jenny
- 2013 Short – THE THINGS THEY LEFT BEHIND/leading role : Janice
- 2010-2012 Tv series – ZONE STAD/supporting role : Doctor/Kristien Smekens
- 2010 Short – JENNY/leading role : Jenny
- 2010 TV series – DAVID/supporting role : designer
- 2009 Short – ERIC OF THE GODS/supporting role : Aphrodite
- 2009 Tv serie – SUPER 8/supporting role : woman in love
- 2009 Tv series – ASPE/supporting role : Herlinde Nagelmaeckers
- 2008 Short – VERBORGEN LIEFDE/leading role : Marleen
- 2008 Tv series – LOUIS LOUISE/supporting role : friend of Charlotte
- Sara (2007-2008) - journaliste Brenda
- 2007 Tv series – KINDEREN VAN DEWINDT/supporting role : Miss Lemmens
- 2007 Short – LAURA/leading role : Laura
- 2007 Tv Show – TOPMODEL/guest jury member
- 2006 TV series – WITSE/supporting role : Lucinda Lemaire-DeBie Witse (2006) Lucinda Lamaire - de Bie
- 2006 Tv series – DE KAVIJAKS/supporting role : jewish mother De Kavijaks (2005)
- 2006 Corporate – HDP/ARISTA/leading role : reporter
- 2005 Short – FENCE/leading role : woman
- 2005 Short – CORPS HUMAIN/leading role : Sarah
- 2004 Tv Show – VTM ZOMERUUR/main guest
- 2004 Feature – DE ZUSJES KRIEGEL/supporting role: mother De zusjes Kriegel (2004)
- 2004 Short – BXL-LUXEMBURG/leading role: mother Brussel/Luxemburg (2004)
- Spoed (2003-2005) - Lead role: pediater/urgentiearts Ilse de Winne, (2001) - Supporting role: Yasmine (afl. 62, seizoen 4)
- 2003 Corporate – LOEWE/leading role: mother
- 2002 Tv series – Sedes & Belli/supporting role: Petra
- 2002 Tv series – Flikken/supporting role: Yolande Hebberechts
- 2001 Short – FAIT D’HIVER – Oscarnomination Best Foreign Short/supporting role: mother Fait d'hiver (2001) - moeder
- 2001 Tv series – Kaat & co/supporting role: Miss Waegemaeckers
- 2001 Tv Show – DE LAATSTE SHOW/supporting role: Nico (Velvet Underground)
- 2000 Short – DE PIANO/supporting role: Magda
- 2000 Tv series – CA VA/leading role: woman
- 2000 Feature –  Team Spirit/supporting role: receptionist
- Recht op Recht (2000) - Bea
- 1999  Video Music Clip – ORPHANAGE MTV/leading role: demon
- 1999 Tv movie – DE ZEVEN DEUGDEN/supporting role: Maria
- 1998 Video Music Clip – TALONS GITANS/supporting role: woman
- 1998 Tv series – Windkracht 10/supporting role: Hostess Catemaran
- 1997 Tv series – Wittekerke/supporting role: Karine (1997-1998)
- 1996 Short – EX N°1870-9/supporting role: receptionist Ex.#Number1870-4 (2000)
- 1996 Tv film – ELIXIR D’ANVERS/supporting role: prostitute Elixir d'Anvers (1996)
- 1995 Feature – TOTAL ECLIPSE (with Leonardo di Caprio)/supporting role: prostitute  Total Eclipse (1995)
- 1995 Short – IN DE PUT/leading role: Laura
- 1995 Feature – She Good Fighter/supporting role: receptionist She good fighter (1995)
- 1995 Tv series – Wat nu weer?!/supporting role: woman
- 1993 Corporate – SMEETS/leading role: dancer
- 1992 Tv series – FC De Kampioenen/supporting role: cycliste
- 1992 Tv series – U BESLIST/supporting role: Marleen